# Gasita
Gasita è un villaggio del Botswana situato nel distretto Meridionale, sottodistretto di Ngwaketse. Il villaggio, secondo il censimento del 2011, conta 1.063 abitanti.

## Località
Nel territorio del villaggio sono presenti le seguenti 33 località:
- Dikwele di 11 abitanti,
- Dintsana di 263 abitanti,
- Ditelele di 1 abitante,
- Gadile di 15 abitanti,
- Galokhwa di 41 abitanti,
- Gamonakana di 20 abitanti,
- Gamothei di 31 abitanti,
- Gasekitla di 111 abitanti,
- Konowe Cattle Post di 42 abitanti,
- Konowe Lands di 73 abitanti,
- Logoreng di 13 abitanti,
- Lokabane di 14 abitanti,
- Lokhomma di 23 abitanti,
- Lorojane di 9 abitanti,
- Magakabe di 14 abitanti,
- Magantshana di 23 abitanti,
- Mahurane di 44 abitanti,
- Mamatsepa di 9 abitanti,
- Mantsho di 4 abitanti,
- Matsuatsue di 6 abitanti,
- Molehise di 48 abitanti,
- Moropeng di 17 abitanti,
- Motheelelo di 23 abitanti,
- Nakalakgama di 3 abitanti,
- Nakalatlou di 8 abitanti,
- Nganalabaloi di 14 abitanti,
- Ngopilo di 29 abitanti,
- Ramokgadi di 5 abitanti,
- Ramorekisi di 31 abitanti,
- Seobeng di 22 abitanti,
- Sethulo di 12 abitanti,
- Sethulwe di 23 abitanti,
- Tshitsane di 43 abitanti